# Ron Riley (cestista 1950)
Ronald Jay Riley, detto Ron (Los Angeles, 11 novembre 1950), è un ex cestista statunitense, professionista nella NBA.

## Carriera
Venne selezionato dai Cincinnati Royals al terzo giro del Draft NBA 1972 (38ª scelta assoluta).